# André Grétry
André Ernest Modeste Grétry (Liegi, 8 febbraio 1741 – Montmorency, 24 settembre 1813) è stato un compositore belga, che, lavorando in Francia dal 1767, prese la nazionalità francese. È noto soprattutto per le sue opéras-comiques.

## Biografia
Figlio d'arte, di un musicista belga di umili condizioni sociali, iniziò la sua carriera come cantore a Liegi, luogo nel quale incominciò gli studi musicali. 
Grazie alla vincita di una borsa di studio, riuscì a trasferirsi, nel marzo del 1759, a Roma, dove per cinque anni approfondì le sue conoscenze musicali sotto la guida di Giovanni Battista Casali. Durante la sua permanenza in Italia realizzò varie operette per il Teatro Aliberti che riscossero un buon successo, come ad esempio La vendemmiatrice. La svolta della sua carriera fu data dal passaggio dalla musica religiosa a quella teatrale; e dalla operetta italiana alla opera comica francese; se già Isabella e Geltrude ottennero un discreto successo a Ginevra, l'Huron e soprattutto Tableau parlant riscossero un grande consenso. Fu molto prolifico nelle opere comiche, quali Les deux avares, L'Amant jaloux e compose anche musica da camera e sinfonica. I suoi capolavori riconosciuti sono stati Zémire et Azor (1771) e Richard Coeur-de-lion (1784).
Il nome di Grétry è in qualche modo legato anche alla Marsigliese, in quanto quest'ultima è stata considerata una replica popolare ad una serie di espressioni contenute in una famosa romanza di Grétry. Grétry fu anche il primo a comporre musica per la tuba curva, uno strumento esistente sin dai tempi dei romani; questa sua innovazione fu utilizzata persino per la musica di commemorazione eseguita ai funerali di Voltaire.
Scrisse vari trattati inerenti alla musica ed in uno dei più importanti (Mémoires ou Essais sur la musique) descrisse la sua opinione sull'estetica del dramma musicale.
Come molti artisti e pensatori della sua epoca, anche Grétry passò dall'altare alla polvere, a causa dei rivolgimenti sociali e politici contemporanei, e quindi cadde in disgrazia ai tempi della Rivoluzione, mentre ottenne grandi onori ai tempi di Napoleone. Gli ultimi dieci anni di vita li trascorse a Montmorency, ospite nell'Ermitage, già residenza di Rousseau.
Nel 1842 il suo cuore fu deposto nel monumento a lui dedicato, di fronte all'Opéra Royal de Wallonie di Liegi.
Il compositore e musicologo belga Edouard Gregoir ha scritto importanti opere biografiche su di lui.

## Opere
- 1765: La Vendemmiatrice;
- 1766: Isabelle et Gertrude, ou les Sylphes supposés;
- 1768:
  - Les Mariages samnites;
  - Le Connaisseur;
  - Le Huron;
- 1769:
  - Lucile;
  - Le Tableau parlant;
  - Momus sur la terre;
- 1770:
  - Sylvain;
  - Les Deux Avares;
  - L'Amitié à l'épreuve;
- 1771:
  - L'Ami de la maison;
  - Zémire et Azor;
- 1773:
  - Le Magnifique;
  - La Rosière de Salency;
  - Céphale et Procris, ou l'Amour conjugal;
- 1775:
  - La Fausse Magie;
- 1776:
  - Les Mariages samnites;
  - Pygmalion;
- 1777:
  - Amour pour amour;
  - Matroco;
- 1778:
  - Le Jugement de Midas;
  - Les Trois Âges de l'opéra;
  - L'Amant jaloux ou les Fausses Apparences;
  - Les Statues;
- 1779:
  - Les Événements imprévus;
  - Aucassin et Nicolette ou les Mœurs du bon vieux temps;
- 1780:
  - Andromaque;
- 1781:
  - Émilie ou la Belle Esclave;
- 1782:
  - Colinette à la cour ou la Double Épreuve;
  - L'Embarras des richesses;
  - Électre;
  - Les Colonnes d'Alcide;
- 1783:
  - Thalie au nouveau théâtre;
  - La Caravane du Caire;
- 1784:
  - Théodore et Paulin;
  - Richard Cœur-de-Lion;
  - L'Épreuve villageoise;
- 1785:
  - Panurge dans l'île des lanternes;
  - Œdipe à Colonne;
- 1786:
  - Amphitryon;
  - Le Mariage d'Antonio;
  - Les Méprises par ressemblance;
  - Le Comte d'Albert;
- 1787:
  - Toinette et Louis;
  - Le Prisonnier anglais;
- 1788:
  - Le Rival confident;
- 1789:
  - Raoul Barbe-Bleue;
  - Aspasie
- 1790:
  - Pierre le Grand, su libretto di Jean-Nicolas Bouilly;
  - Roger et Olivier;
- 1791:
  - Guillaume Tell;
- 1792:
  - L’Officier de fortune;
  - Cécile et Ermancé, ou les Deux Couvents;
  - Basile ou À trompeur, trompeur et demi;
  - Séraphine, ou Absente et présente;
- 1794:
  - Le Congrès des rois, con altri undici compositori (Henri-Montan Berton, Frédéric Blasius, Luigi Cherubini, Nicolas Dalayrac Prosper-Didier Deshayes, François Devienne, Louis Emmanuel Jadin, Rodolphe Kreutzer, Étienne Nicolas Méhul, Jean-Pierre Solié e Trial fils);
  - Joseph Barra;
  - Denys le tyran, maître d'école à Corinthe;
  - La Fête de la raison;
  - Callias, ou Nature et Patrie;
  - Diogène et Alexandre;
- 1797:
  - Lisbeth, libretto di Edmond de Favières;
  - Anacréon chez Polycrate;
  - Le Barbier du village ou le Revenant;
- 1799:
  - Elisca ou l'Amour maternel, libretto di Edmond de Favières;
- 1801:
  - Le Casque et les Colombes;
  - Zelmar ou l'Asile;
- 1803:
  - Le Ménage;
  - Les Filles pourvues.